# Spetssköldbladfoting
Spetssköldbladfoting (Lepidurus apus) är en kräftdjursart som beskrevs av Linné. Spetssköldbladfoting ingår i släktet Lepidurus, och familjen Triopsidae. Enligt den svenska rödlistan är arten akut hotad i Sverige. Arten förekommer i Götaland. Arten har tidigare förekommit i Svealand men är numera lokalt utdöd. Artens livsmiljö är sjöar och vattendrag, våtmarker, jordbrukslandskap.